# Sleepring

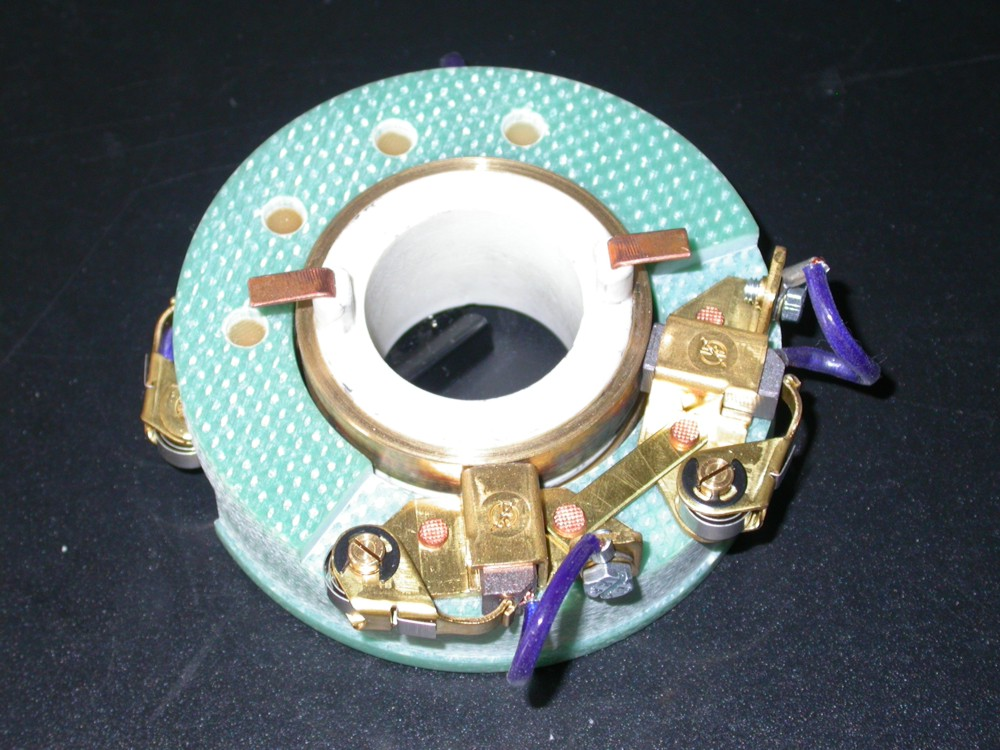
Sleepringen van een elektromotor

Een sleepring is een (metalen) ring die geïsoleerd is bevestigd op de roterende as van een elektrische machine zoals een alternator. Over de sleepring sleept de koolborstel (glijcontact) om een elektrisch geleidende verbinding te maken met het draaiende machineonderdeel.

## Algemeen
De belangrijkste materialen die in sleepringen gebruikt worden zijn messing, brons, roestvast staal, edelstaal en koolstof. Terwijl metalen sleepringen vooral geschikt zijn de overdracht van hoge stromen, bieden op koolstof gebaseerde sleepringen voordelen bij het overbrengen van kleine elektrische vermogens. Ze zijn minder slijtvast en veerkrachtiger. Naast de algemene eisen zoals lage slijtage en contactkwaliteit spelen de specifieke bedrijfsomstandigheden en verreiste transmissieprestaties een grote rol bij het ontwerp.

## Toepassingen
Sleepringen worden op het gebied van elektrische energietechniek in veel roterende machines gebruikt, zoals sleepringankermotoren, extern bekrachtigde synchrone draaistroommotoren of synchroon generatoren. Om de overdracht van grote stromen te vergroten worden meerdere borstels parallel geschakeld. 
Bij windmolens dienen sleepringen, naast de roterende elektrische machine, onder meer ook voor bliksembeveiliging waarbij de roterende delen via sleepringen elektrisch verbonden zijn met het vaste aardingssysteem. Zonder sleepringen zou een blikseminslag op de rotorbladen resulteren in een vlamboog in of nabij de mechanische lagers met lagerschade tot gevolg.
Verder worden sleepringen toegepast in kabeltrommels en kabelhaspels, radarsystemen met roterende antennes of op het gebied van de medische technologie in apparaten zoals computertomografie.

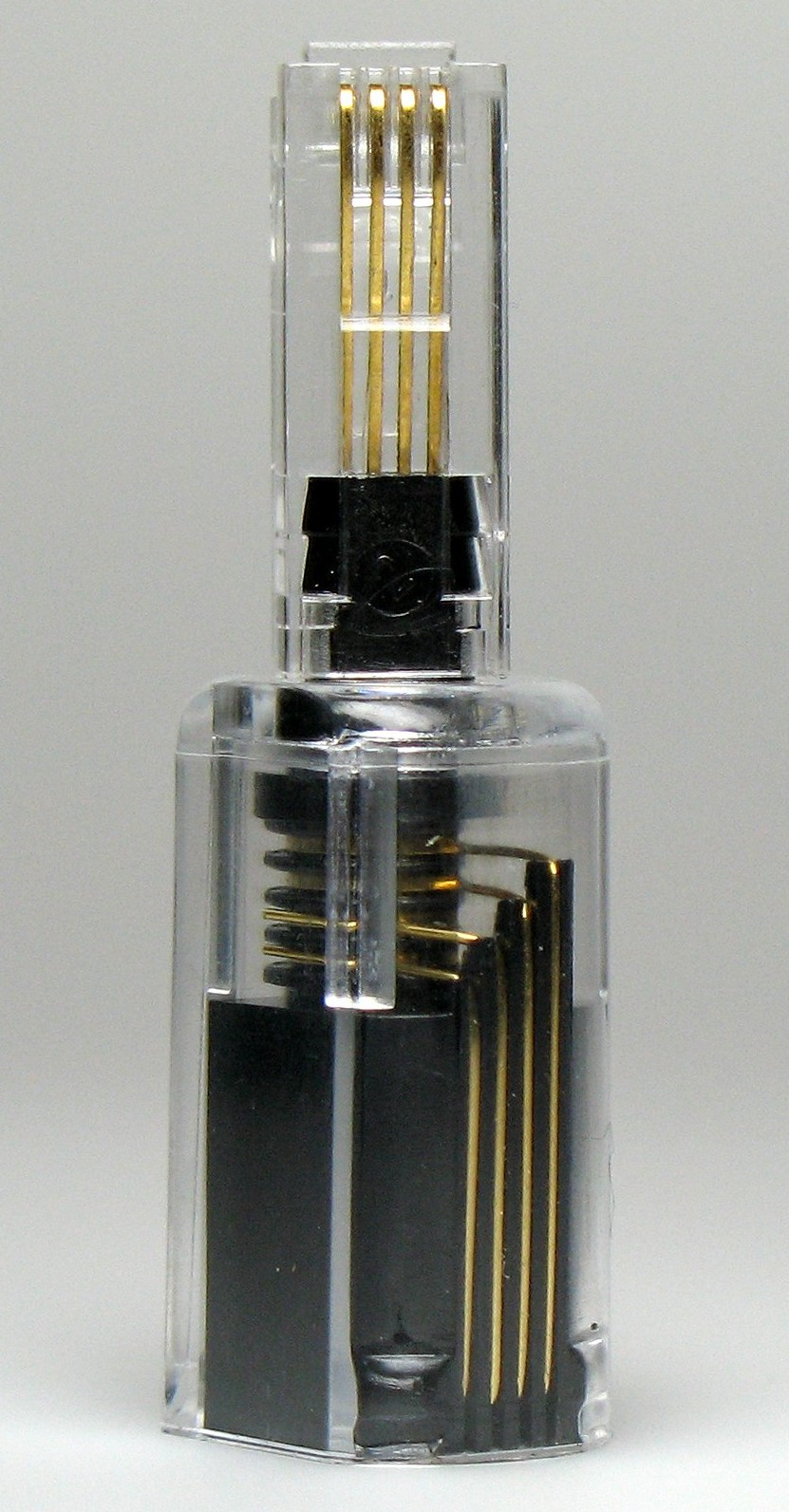
Sleepringsysteem voor draaibare RJ11-stekerverbindingen

Een handige toepassing waarin sleepringen worden toegepast betreft onder meer de zogenaamde "telefoonsnoerontklitter", die bij vaste telefoons op de RJ11-stekeraansluiting wordt bevestigd als extra verbindingsstuk tussen de telefoonhoorn en opgerolde telefoonsnoer. Hiermee wordt voorkomen dat het telefoonsnoer naar de telefoontoestel bij herhaaldelijk gebruik ongewenst in de knoop of gedraaid raakt.

## Alternatieven
Alle sleepringsystemen hebben het probleem van slijtage wat inherent is aan het principe. Een alternatief dat slijtage vrijwel elimineert is onder meer de roterende transformator. Deze kunnen contactloos worden gebruikt voor signaaloverdracht, zoals in de roterende koptrommel van videorecorders. In mindere mate zijn roterende transformatoren ook geschikt voor de overdracht van elektrische energie, maar in tegenstelling tot sleepcontacten zijn ze beperkt tot wisselstroom.